# Йоганн Дайзенгофер
Йоганн Дайзенгофер (нім. Johann Deisenhofer; нар. 30 вересня 1943, Цузамальтхайм, Німеччина) - німецький біохімік, лауреат Нобелівської премії з хімії 1988 року.

## Біографія і наукова робота
Йоганн Дайзенгофер народився в Німеччині в невеликому містечку Цузамальтхаймі в 1943 році. Навчався в 1965-1971 роках в Мюнхенському технічному університеті. У 1974 році закінчив дисертацію під керівництвом Роберта Хубера в Інституті Макса Планка з біохімії. Дайзенгофер, Роберт Хубер і Хартмут Міхель змогли отримати точну структуру бактеріального реакційного фотосинтетичного центру, за що в 1988 році були удостоєні Нобелівської премії з хімії.

## Основні публікації
- J. Deisenhofer, O. Epp, K. Miki, R. Huber & H. Michel (1985). Structure of the protein subunits in the photosynthetic reaction centre of Rhodopseudomonas viridis at 3Å resolution. Nature. 318 (6047): 618—624. doi:10.1038/318618a0.